# Shinnan-Gletscher
Der Shinnan-Gletscher (japanisch 新南氷河 Shinnan-hyōga, deutsch ‚Neuer Südgletscher‘) ist ein Gletscher an der Kronprinz-Olav-Küste im ostantarktischen Enderbyland. Er mündet unmittelbar östlich der Shinnan Rocks in die Kosmonautensee.  
Kartografiert und fotografiert wurde er von Teilnehmern der von 1957 bis 1962 dauernden japanischen Antarktisexpedition, die ihn auch benannten.